# Sascha Kolowrat-Krakowsky

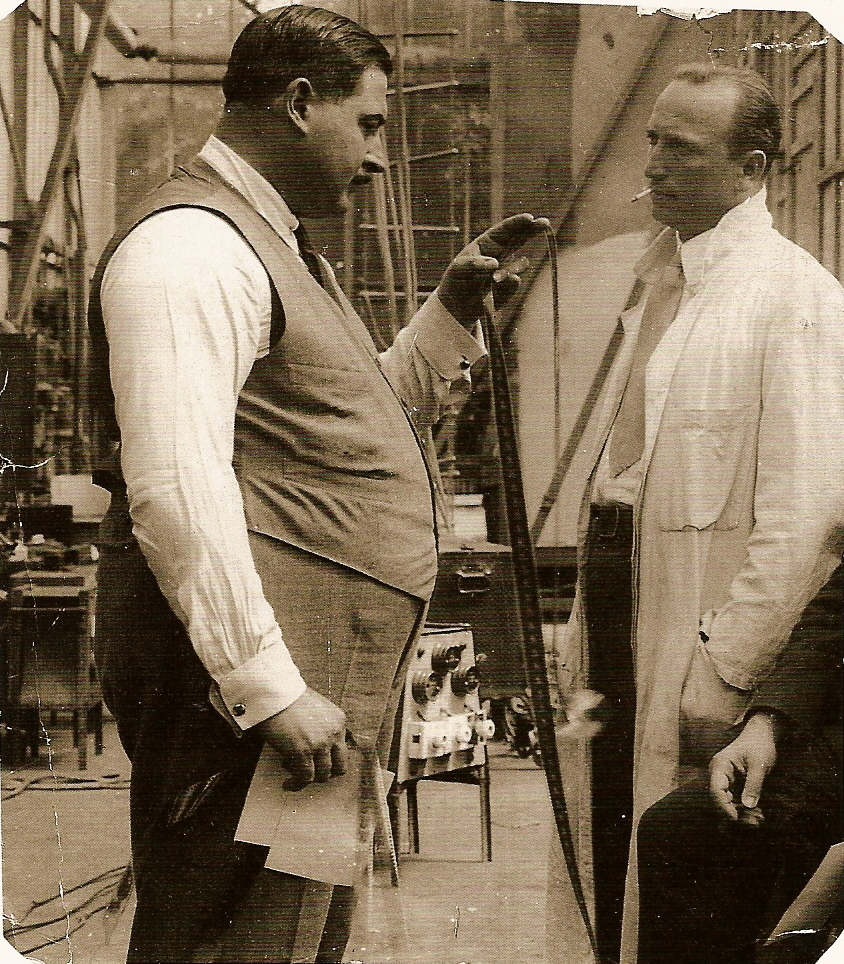
Alexander Graf Kolowrat-Krakowsky under filminspelning 1916.

Alexander Joseph Kolowrat-Krakowsky, född 29 januari 1886 i Glen Ridge, USA, död 4 december 1927 i Wien, Österrike, var en österrikisk greve, filmproducent och pionjär inom den österrikiska filmen, ansvarig för att ha skapat den första, större filmstudion Sascha-Film i Wien.
Han var medlem i K.A.V. Lovania Leuven, en katolsk studentförening associerad med Cartellverband der katholischen deutschen Studentenverbindungen.

## Filmografi i urval
- 1912 – Pampulik kriegt ein Kind (även regi)
- 1913 – Der Millionenonkel (1913)
- 1916 – Wien im Kriege (1916)
- 1918 – Der Märtyrer seines Herzens (1918)
- 1920 – Eine versunkene Welt (1920)
- 1922 – El Moros sista strid (regisserad av Alexander Korda)
- 1922 – Sodom und Gomorrha (regisserad av Michael Curtiz)
- 1923 – Der junge Medardus (1923)
- 1924 – Die Sklavenkönigin (1924)
- 1925 – Salammbo (1925)
- 1926 – Dödsdansen  (Hollywoodstjärnan Nita Naldis sista film)
- 1927 – Dansösen från Wien (Gustav Ucickys regidebut)
- 1927 – Café Elektric